# Larva

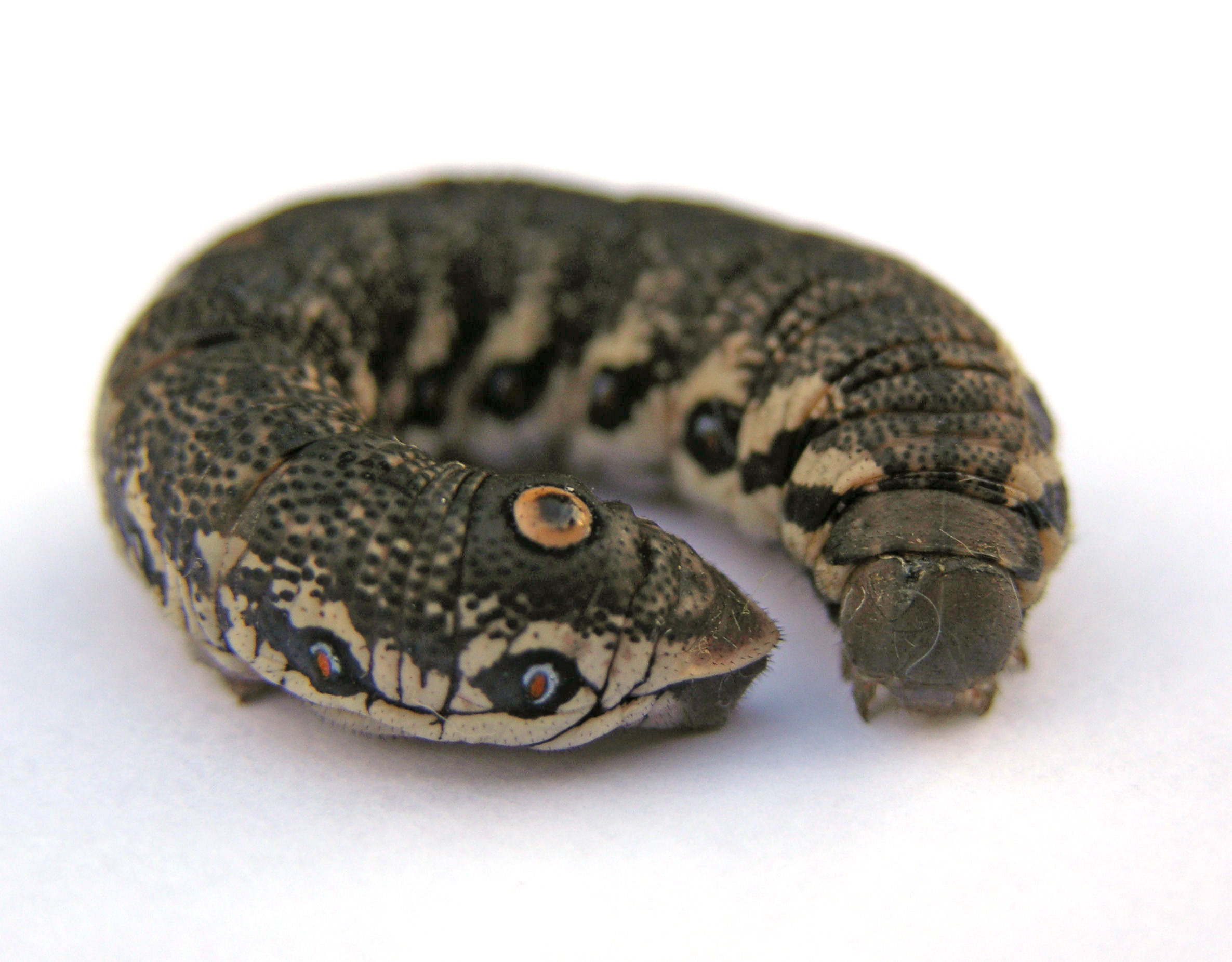
Larva di lepidottero (bruco).

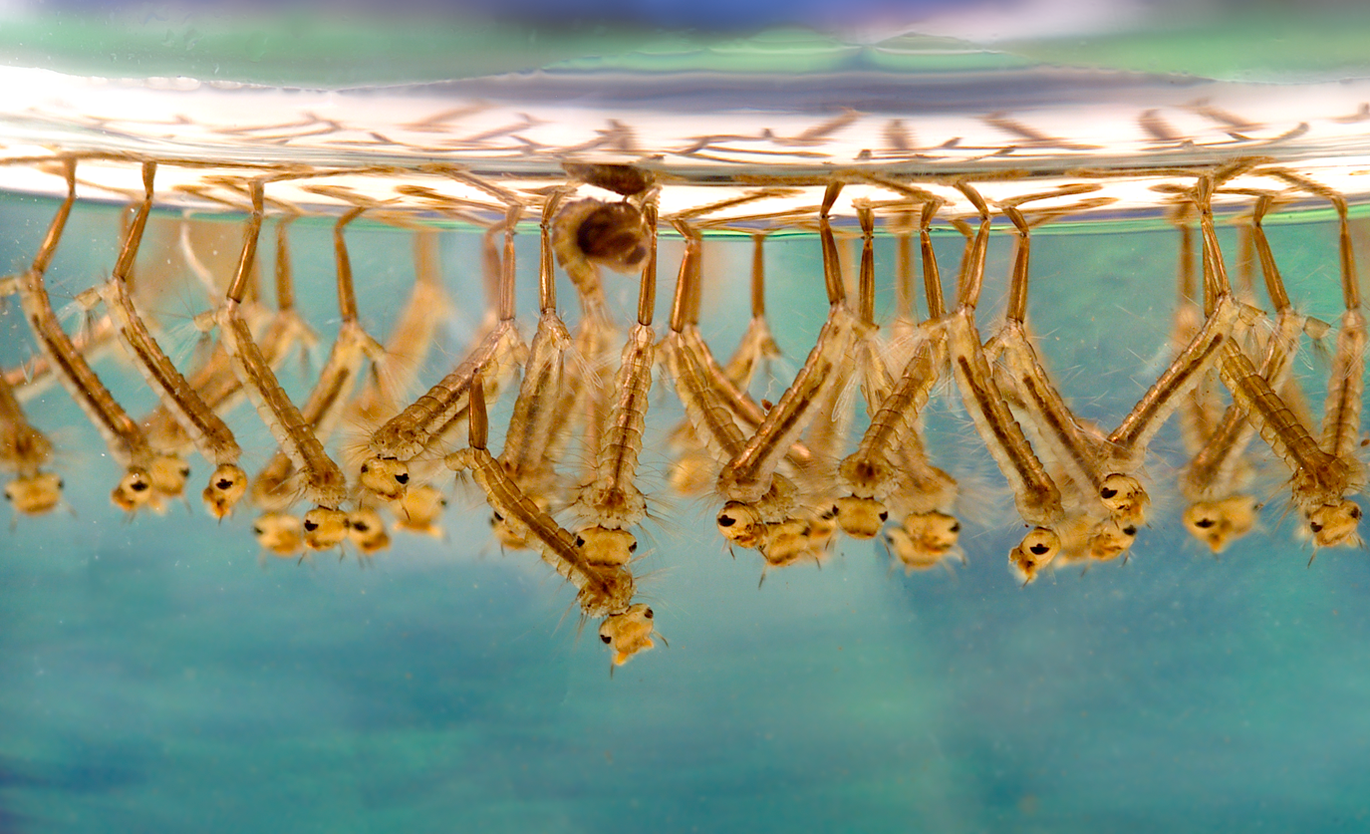
Larve di culicide.

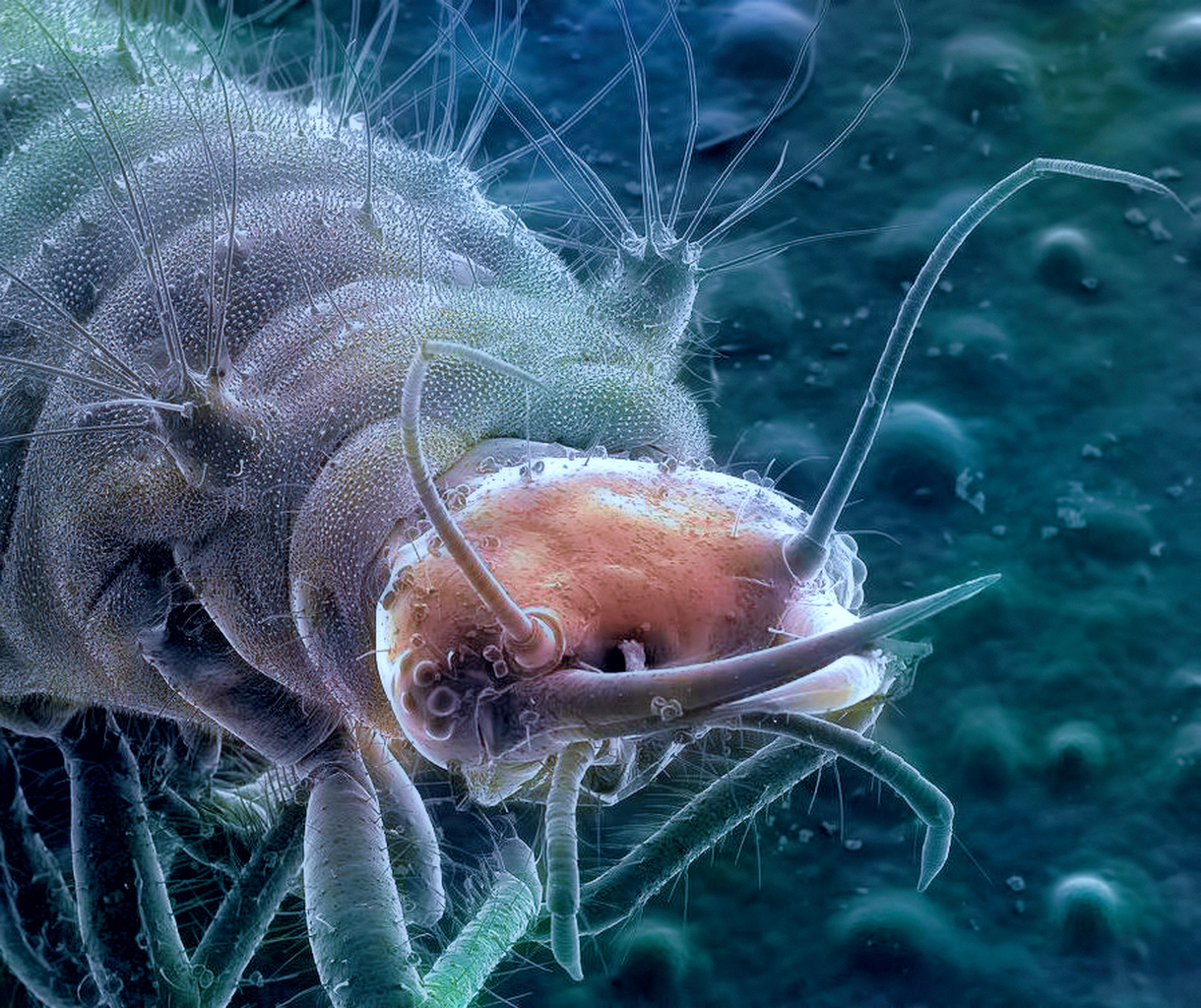
Larva di Neuroptera al microscopio.

La larva (termine derivato dall'omografo latino larva, col significato di maschera, che ha assunto il significato zoologico solo nel 1735 con Linneo) è un embrione animale che conduce vita libera e che diventerà adulto attraverso una o più metamorfosi che possono essere drastiche o graduali.
La larva può avere spesso sembianze completamente differenti dall'individuo adulto e può passare attraverso vari stadi di trasformazione.

## Nomi di varie larve animali
Nomi di vari stadi animali spesso chiamati larve:
| Animale                                                      | Nome della larva     |
| ------------------------------------------------------------ | -------------------- |
| idrozoi                                                      | planula              |
| molti crostacei                                              | nauplio              |
| crostacei decapodi                                           | zoea                 |
| effimere, grilli, locuste, cavallette, emitteri, ecc.        | neanide              |
| libellule                                                    | ninfa                |
| farfalle                                                     | bruco                |
| coleotteri, imenotteri come api, formiche e vespe            | larva                |
| ditteri del raggruppamento delle mosche comuni e della carne | cagnotti o bigattini |
| certi molluschi, anellidi                                    | trocofora            |
| altri molluschi                                              | veliger              |
| molluschi bivalvi d'acqua dolce                              | glochidio            |
| lamprede                                                     | ammocete             |
| osteitti                                                     | avannotto            |
| anguilliformi                                                | leptocefalo          |
| anfibi                                                       | girino               |
| stelle marine                                                | bipinnaria           |

## Larve di insetti
Gli Insetti si dividono in differenti gruppi tassonomici anche in base al loro sviluppo dopo l'uscita dall'uovo fino allo stadio adulto o immagine. I principali sono:
- quelli privi di metamorfosi (ametaboli),
- quelli che hanno una metamorfosi completa (olometaboli, con stadi giovanili fortemente diversi dagli stadi adulti),
- quelli che hanno una metamorfosi incompleta (eterometaboli , con stadi morfologicamente simili).

Il termine larva in senso tecnicamente stretto è riservato ai primi stadi giovanili degli olometaboli, mentre nel caso della metamorfosi incompleta si usa il termine neanide.
Uno dei casi olometabolici più noti ed evidenti è la metamorfosi dei bruchi in farfalle adulte. Un altro noto esempio è dato dalla comune mosca della carne che depone le sue uova nelle carni macellate e nei cadaveri di animali, da cui usciranno piccole larve vermiformi di colore bianco (bigattini o cagnotti) lunghi qualche millimetro, che si nutriranno del prodotto putrefatto crescendo fino a circa un cm. In pochi giorni le larve si impupano per uscirne dopo qualche giorno sotto forma di mosca adulta.
La vita larvale può essere molto più lunga di quella adulta: in casi limite come l'effimera l'adulto non si nutre neppure e muore in poche ore dopo essersi riprodotto, prendendo il termine comune effimero, di breve durata (etimologicamente, di un sol giorno) per denominare l'intero ordine di appartenenza.

## Larve di altri invertebrati
La presenza di larve è la regola generale per tutti i gruppi di invertebrati e lo sviluppo avviene in modo a volte molto complesso.

## Larve di vertebrati
Si indicano talvolta come larve anche gli stadi giovanili liberi di pesci e anfibi, che subiscono profonde trasformazioni prima di diventare adulti.
In particolare, negli anfibi, dove si passa dalla respirazione a mezzo di branchie alla respirazione a mezzo di polmoni. Esempi tipici sono i girini delle rane e tra i pesci le anguille.